# Sammy Carter
Pour les articles homonymes, voir Carter.
Cet article possède un paronyme, voir Sam Carter.
Hanson Carter, dit Sammy Carter, est un joueur de cricket international australien né le 15 mars 1878 à Northowram en Angleterre et mort le 8 juin 1948 à Bellevue Hill en Australie. Gardien de guichet au sein de l'équipe de Nouvelle-Galles du Sud, il dispute 28 test-matchs avec la sélection nationale australienne entre 1907 et 1921.

## Biographie
Hanson Carter naît le 15 mars 1878 à Northowram près de Halifax, dans le Yorkshire, en Angleterre. En Australie, il fait ses débuts en cricket « first-class » avec l'équipe de Nouvelle-Galles du Sud au cours de la saison 1897-1898. En 1902, il participe à une tournée de la sélection australienne en Angleterre. Il est le deuxième gardien de guichet de l'équipe, derrière Jim Kelly, et n'y joue aucun test-match. Il dispute sa première partie à ce niveau en décembre 1907 au Sydney Cricket Ground lors de la visite de l'équipe d'Angleterre. Il cumule trois scores supérieurs à cinquante courses au cours de ses quatre premiers test-matchs. Il participe à la tournée en Angleterre en 1909. En 1912, alors que les Australiens partent en Angleterre, Carter est, avec Warwick Armstrong, Tibby Cotter, Clem Hill, Vernon Ransford et Victor Trumper l'un des six joueurs à refuser la sélection parce que, contrairement aux habitudes, les dirigeants de la fédération, l'Australian Board of Control, décident de nommer eux-mêmes le manager de la tournée, privant les joueurs de ce pouvoir.
Après la Première Guerre mondiale, il participe à la série des Ashes en 1920-1921 contre l'Angleterre à domicile, que l'Australie remporte par cinq victoires à zéro. Il est également des tournées en Angleterre en 1921 et en Afrique du Sud à la fin de la même année, au cours de laquelle il dispute les derniers de ses 28 test-matchs. Après la fin de sa carrière internationale, il continue de jouer avec la Nouvelle-Galles du Sud jusqu'à la saison 1924-1925.
Croque-mort de profession, il est notamment chargé d'organiser les obsèques de son ami et ancien coéquipier Victor Trumper, en 1915. Hanson Carter meurt le 8 juin 1948 à Bellevue Hill, dans la banlieue de Sydney, à son domicile et à l'âge de 70 ans.

## Style de jeu
Sammy Carter est un batteur droitier. Il est l'inventeur d'un coup qui consiste à faire passer la balle par-dessus son épaule gauche. Ce genre de technique est adopté par certains joueurs surtout à partir de la fin du XXe siècle. En tant que gardien de guichet, Carter se tient relativement loin du guichet du batteur adverse par rapport à d'autres joueurs qui occupent le même poste.

## Bilan sportif

### Principales équipes
| Équipe                 | Test                  |
| ---------------------- | --------------------- |
| Australie              | 1907 - 1921           |
| Équipe                 | First-class           |
| Nouvelle-Galles du Sud | 1897-1898 - 1924-1925 |

### Statistiques
Sammy Carter dispute 28 test-matchs avec l'équipe d'Australie entre 1907 et 1921, marquant 873 courses à la moyenne de 22,97 ; il ne réalise aucun century à ce niveau mais totalise quatre scores supérieurs à cinquante courses, dont trois au cours de ses quatre premières sélections. En tant que gardien de guichet, 65 éliminations lui sont créditées. Il dispute un total de 128 rencontres répertoriées « first-class cricket », marquant 2 897 courses à la moyenne de 20,11, réalisant deux centuries dont le plus élevé, 149 courses, a eu lieu au cours d'un match pour la Nouvelle-Galles du Sud ; il est crédité de 270 éliminations à ce niveau.